# The Slave (curta-metragem de 1917)
The Slave é um curta-metragem mudo norte-americano, realizado em 1917, do gênero comédia, com o ator cômico Oliver Hardy.

## Elenco
- Billy West - Billy
- Oliver Hardy
- Leo White
- Bud Ross - (como Budd Ross)
- Leatrice Joy
- Gladys Varden
- Ethel Cassity
- Ellen Burford
- Martha Dean
- Ethelyn Gibson
- Joe Bordeaux